# Bagoes (general)
Bagoes (grec antic: Βαγώας, llatí: Bagoas) va ser un general a les ordres de Tigranes II d'Armènia o potser de Mitridates VI Eupator, que va dirigir juntament amb Mitraus les forces que van expulsar al rei Ariobarzanes I de Capadòcia l'any 92 aC.
El nom de Bagoes es troba amb freqüència a la història persa. Segons Plini el Vell era una paraula persa que significava eunuc. De vegades va ser utilitzada pels escriptors llatins com a sinònim d'eunuc.